# Maurycy Zamoyski

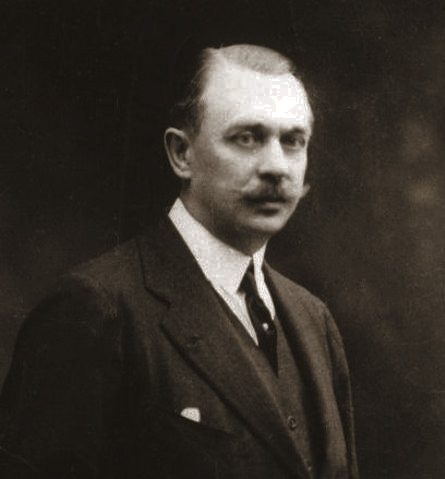
Maurycy Zamoyski.

Maurycy Klemens Zamoyski, född 30 juli 1871 i Warszawa, död 5 maj 1939 i Klemensów, var en polsk greve, diplomat och politiker. 
Zamoyski var som minister i Paris (1919–24) delegerad vid fredskonferensen 1920 och torde senare ha medverkat till, att ambassadörskonferensen 1923 erkände Polens östgräns. Vid första presidentvalet i Polen i december 1922 var han högerpartiernas kandidat, erhöll vid första nomineringen inte tillräcklig majoritet och besegrades vid femte omröstningen av Gabriel Narutowicz med 289 röster mot 227. Han var januari till juli 1924 utrikesminister i Władysław Grabskis ministär.